# لوح غسيل

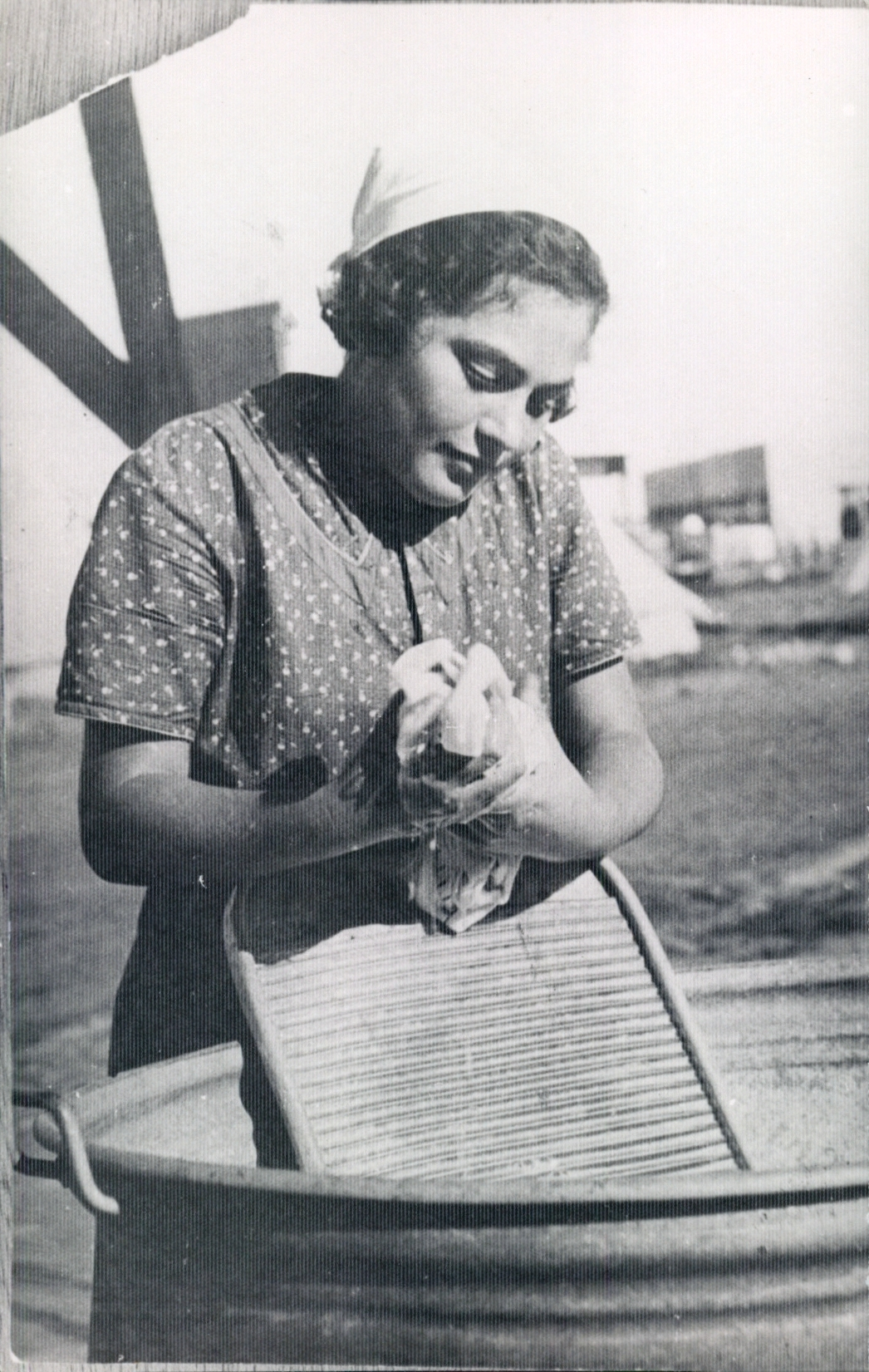
امرأة إسرائيلية تستخدم لوح الغسيل.

لوح الغسيل (بالإنجليزية: washboard)، هي أداة مصممة لغسل الملابس باليد. نظرًا لأن التنظيف الميكانيكي للملابس أصبح أكثر شيوعًا بحلول نهاية القرن العشرين، فقد أصبحت أداة لوح الغسيل معروفة أكثر باستخدامها الثانوي كأداة موسيقية.

## الوصف والاستخدام

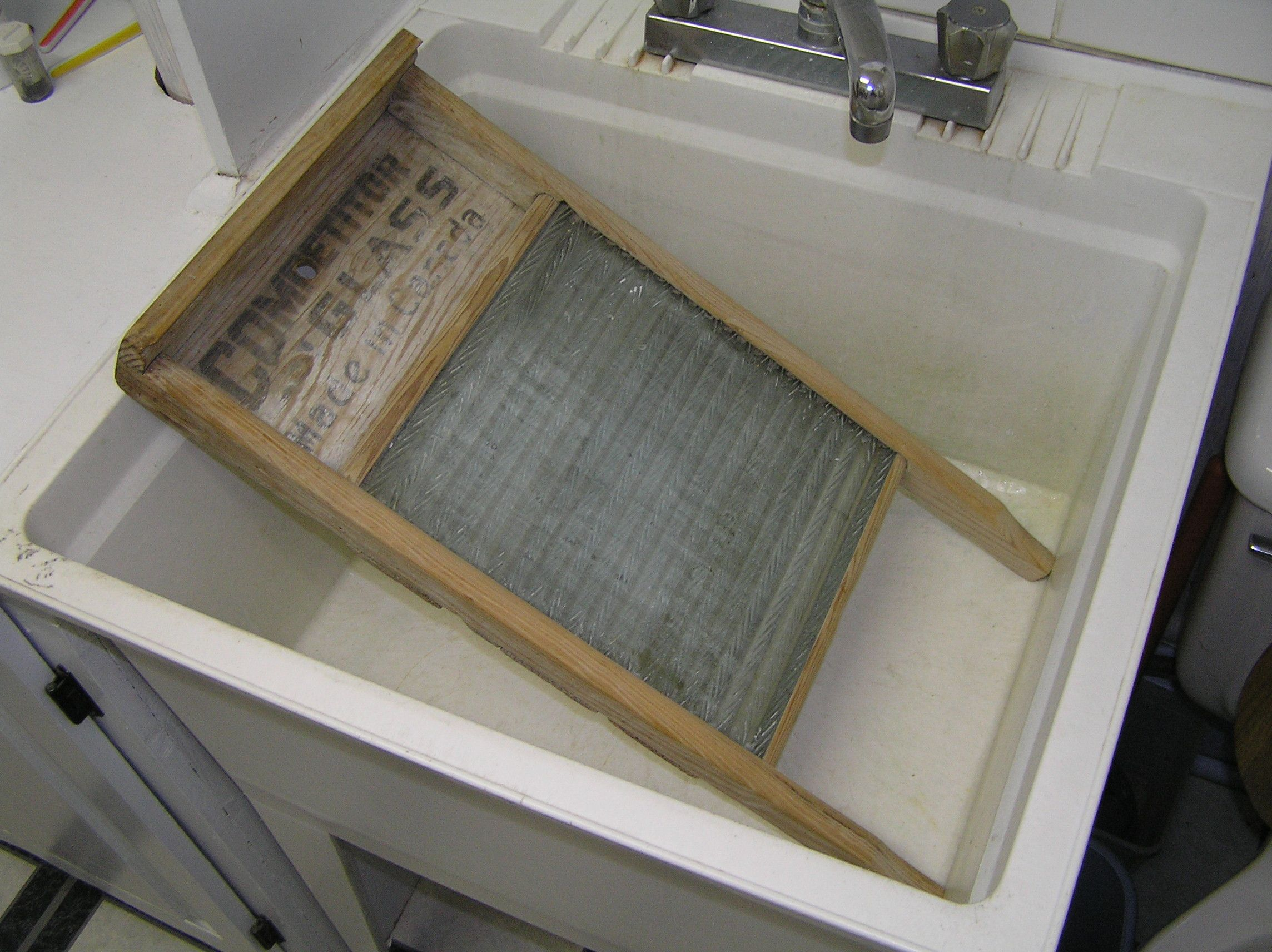
لوح غسيل زجاجي

عادة ما يتم تصنيع لوح الغسيل التقليدي بإطار خشبي مستطيل يتم تركيبه على سلسلة من التلال أو المموج لملابس يتم فركها. بالنسبة إلى ألواح القرن التاسع عشر، التلال كانت عبارة عن خشب؛ أما بحلول القرن العشرين، كانت التلال المعدنية أكثر شيوعًا. تم تسجيل براءة اختراع للوح الغسيل في الولايات المتحدة بواسطة ستيفن روست في عام 1833. تم تصنيع ألواح الزنك في الولايات المتحدة من منتصف القرن التاسع عشر.
لا تزال أجزاء كثيرة من العالم تستخدم ألواح الغسيل لغسل الملابس. تنقع الملابس في ماء ساخن بالصابون في حوض غسيل، ثم يتم عصرها وفركها على السطح المخفف للخزانة لإجبار سائل التطهير عبر القماش على حمل الأوساخ. يمكن أيضًا استخدام الألواح في الغسيل في النهر، مع أو بدون صابون. ثم تشطف الملابس. يكون للفرك تأثير مماثل لضرب الملابس والأغطية المنزلية على الصخور، وهي طريقة قديمة، لكنها أقل كشطًا. غالبًا ما يستخدم الأفراد العسكريون ألواح الغسيل لغسيل الملابس عند عدم وجود مرافق غسيل محلية.
ادعى بعض الكتاب أن استخدام ألواح الغسيل كان أفضل من استخدام آلات الغسيل القديمة، لأنها توفر تكاليف المياه والتدفئة، وليست شديدة الصعوبة على الملابس. على الرغم من أن الغسالات الحديثة أكثر فاعلية، خاصة فيما يتعلق باستهلاكها للمياه، وبالتالي فهي تحتاج إلى التدفئة.